# آلوین جنتری
آلوین جنتری (انگلیسی: Alvin Gentry؛ زادهٔ ۵ نوامبر ۱۹۵۴) بازیکن بسکتبال اهل ایالات متحده آمریکا است.
از باشگاه‌هایی که در آن بازی کرده‌است می‌توان به نیو اورلینز پلیکانز اشاره کرد.